# Hironori Nishi
Hironori Nishi (西 弘則 Nishi Hironori?), född 25 februari 1987 i Kumamoto prefektur, är en japansk fotbollsspelare.
Nishi började sin karriär 2009 i Roasso Kumamoto. Efter Roasso Kumamoto spelade han för Oita Trinita och Kamatamare Sanuki. Han avslutade karriären 2019.